# 泰拉伊納島

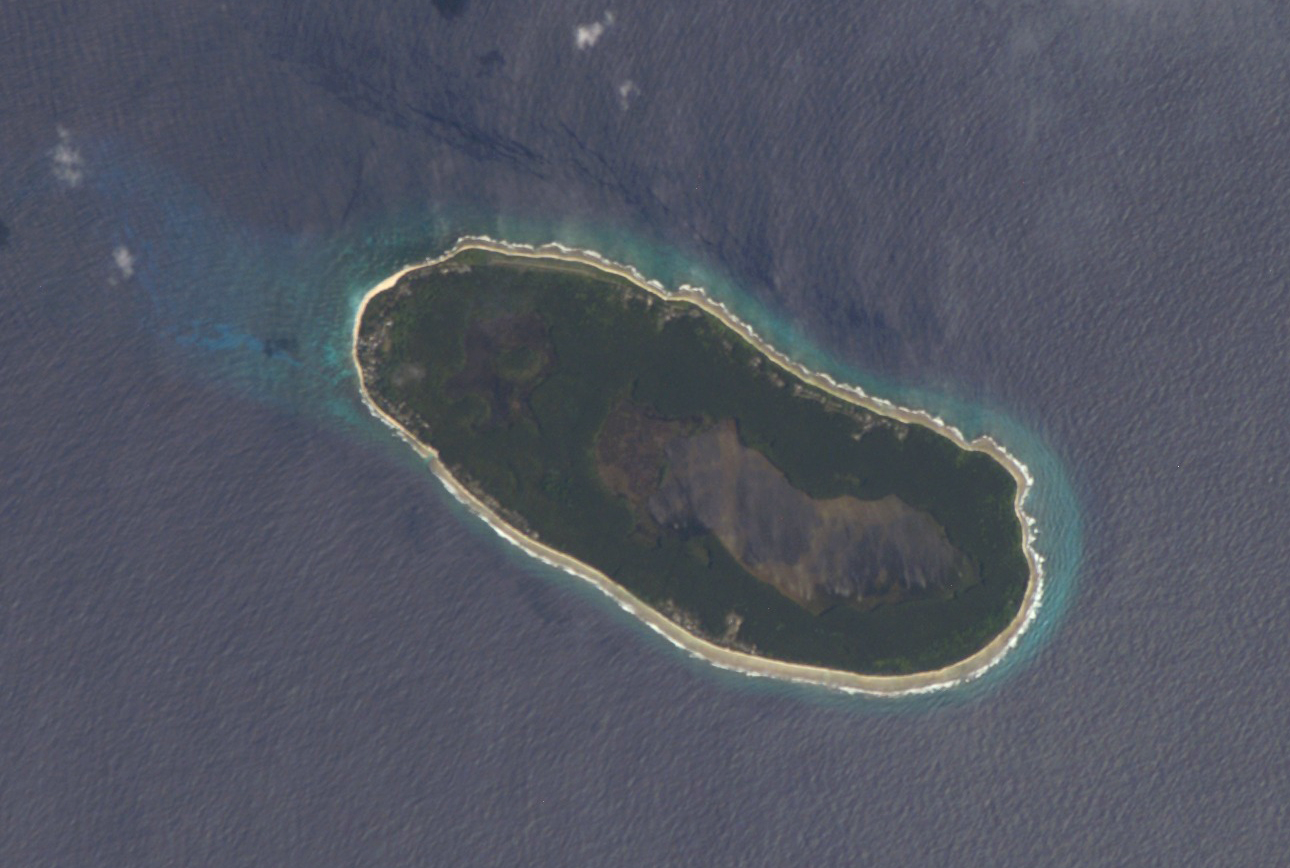

泰拉伊納島（英語：Teraina Island），又名華盛頓島（英語：Washington Island），是太平洋島國基里巴斯的環礁，屬於萊恩群島的一部分，位於塔布阿埃蘭環礁西北141公里，長7公里、寬3公里，面積14.2平方公里，最高點海拔高度5米，2005年人口1,155。
4°41′00″N 160°22′40″W / 4.68333°N 160.37778°W